# 岩滑
岩滑（いわなめ）は、静岡県掛川市にある大字。本項では1889年（明治22年）の町村制施行時に同区域に存在した岩滑村（いわなめむら、英語: Iwaname Village）についても記す。

## 地理
静岡県掛川市南東部、菊川市との境界付近の菊川右岸に位置する田園地帯で、小規模の大字である。静岡県道247号中方千浜線が縦貫している。
近隣には大字の名称と集落の名称とが合致していない地が散見されるが、岩滑においては大字としての住所表記は「岩滑」と記され、集落としても同じく「岩滑」と呼ばれている。掛川市の自治区としては、集落としての岩滑が単独で岩滑区を形成している。

### 河川
- 菊川
- 稲荷部川
- 佐束川

## 歴史
岩滑と呼ばれている地には、もともとは自然村である遠江国城飼郡岩滑村が置かれていた。1568年（永禄11年12月21日）には徳川家康から久野宗能に安堵された。江戸時代に入ると横須賀藩領となった。内山真龍の『遠江国風土記伝』によれば、当時の岩滑村の石高は1090石1斗6升2合であったとされる。また、盛岩院の境内は除地とされている。農業が盛んであり、米をはじめとする五穀、蕎麦、胡麻、牛蒡、蕗、萵苣、藍、木綿などが栽培されていた。『角川日本地名大辞典』によれば、岩滑村の鎮守は宇佐八幡社とされている。明治元年には駿府藩領となり、明治2年には静岡藩領となった。この岩滑村が、のちの岩滑に該当する。
町村制が施行された1889年（明治22年）、従来からの自然村である岩滑村は単独で地方公共団体を形成することになり、町村制に基づく岩滑村が設置された。同年に岩滑村の大字として岩滑が設置されたが、村内の大字は岩滑のみであった。小字である明僧に岩滑村役場が置かれた。1943年（昭和18年）4月に岩滑村は佐束村と合併することになり、新たな佐束村が発足した。大字としての岩滑は、佐束村の大字としてそのまま存続した。さらに佐束村は土方村と合併することになり、この地は1955年（昭和30年）1月より城東村の一部となった。1968年（昭和43年）4月1日、中方と岩滑の2集落により構成される自治区として下佐束区が設置された。さらに大浜町と城東村が合併し、1973年（昭和48年）4月よりこの地は大東町の一部となった。のちに大東町が掛川市、大須賀町と合併することになり、2005年（平成17年）4月よりこの地は掛川市の一部となった。2006年（平成18年）4月より旧佐束村では各集落ごとに単独の自治区を形成することになり、岩滑区などの自治区が発足した。

### 沿革
- 1871年 - 城東郡が静岡県に移管。
- 1871年 - 城東郡が浜松県に移管。
- 1876年 - 城東郡が静岡県に移管。
- 1889年 - 静岡県城東郡岩滑村を設置[6][9]。岩滑村の大字として岩滑を設置[9][10]。
- 1896年 - 静岡県佐野郡、城東郡が合併して小笠郡を設置。
- 1943年 - 静岡県小笠郡佐束村、岩滑村が合併して佐束村を設置[9]。
- 1955年 - 静岡県小笠郡佐束村、土方村が合併して城東村を設置。
- 1973年 - 静岡県小笠郡大浜町、城東村が合併して大東町を設置。
- 2005年 - 静岡県掛川市、小笠郡大東町、大須賀町が合併して掛川市を設置。

## 世帯数と人口
2024年（令和6年）11月末日現在の世帯数と人口は以下の通りである。
| 大字 | 世帯数  | 人口  |
| ---- | ------- | ----- |
| 岩滑 | 243世帯 | 600人 |

## 事業所
2021年（令和3年）現在の事業所数と従業員数は以下の通りである。
| 大字 | 事業所数 | 従業員数 |
| ---- | -------- | -------- |
| 岩滑 | 8事業所  | 296人    |

## 小・中学校の学区
公立小・中学校に通う場合、学区は以下の通りとなる。
| 番地 | 小学校             | 中学校             |
| ---- | ------------------ | ------------------ |
| 全域 | 掛川市立佐束小学校 | 掛川市立城東中学校 |

## 交通

### 道路
- 静岡県道247号中方千浜線

## 施設
- 岩滑公会堂[14]
- 八幡神社[15]
- 盛岩院[16]
- 菊水寺[17]
- 興禪庵[18]
- 佐束南土地改良区
- 三菱電機照明株式会社掛川南工場[19]

## その他

### 郵便
- 郵便番号：437-1403[2]（集配局：遠江大東郵便局[20]）

### 警察
警察の管轄区域は以下の通りである。
| 番地 | 警察署     | 交番・駐在所 |
| ---- | ---------- | ------------ |
| 全域 | 掛川警察署 | 大東交番     |

### 消防
消防の管轄区域は以下の通りである。
| 番地 | 消防署・分署 | 消防団分団   |
| ---- | ------------ | ------------ |
| 全域 | 南消防署     | 大東第五分団 |

### 自衛隊
陸上自衛隊の管轄区域は以下の通りである。
| 番地 | 方面隊     | 師団・旅団 | 部隊               |
| ---- | ---------- | ---------- | ------------------ |
| 全域 | 東部方面隊 | 第一師団   | 第三十四普通科連隊 |

### 註釈
1. ↑  DIGITALIO・C-POTのページのtitleタグには「やなべむら」[5]と表記されているが、尾張国知多郡の「やなべむら」[5]と遠江国城東郡の「いわなめむら」[5]の双方について記述されている[5]。
2. ↑  今日では「遠江国風土記伝」と表記するのが一般的であるが、1900年に発行された『逺江國風圡記傳』では「逺江國風圡記傳」との表記を用いているため、同書に関する出典表記はそれに倣った。